# U-235 (tàu ngầm Đức)
U-235 là một tàu ngầm tấn công  Lớp Type VII thuộc phân lớp Type VIIC được Hải quân Đức Quốc Xã chế tạo trong Chiến tranh Thế giới thứ hai. Nhập biên chế năm 1942, nó bị đánh chìm trong một cuộc không kích xuống cảng Kiel vào tháng 5, 1943; rồi sau khi được cho nổi trở lại và sửa chữa, nó lại bị tàu phóng lôi Đức T14 bắn nhầm và đánh chìm trong eo biển Katteget vào ngày 14 tháng 4, 1945.

## Thiết kế và chế tạo

### Thiết kế

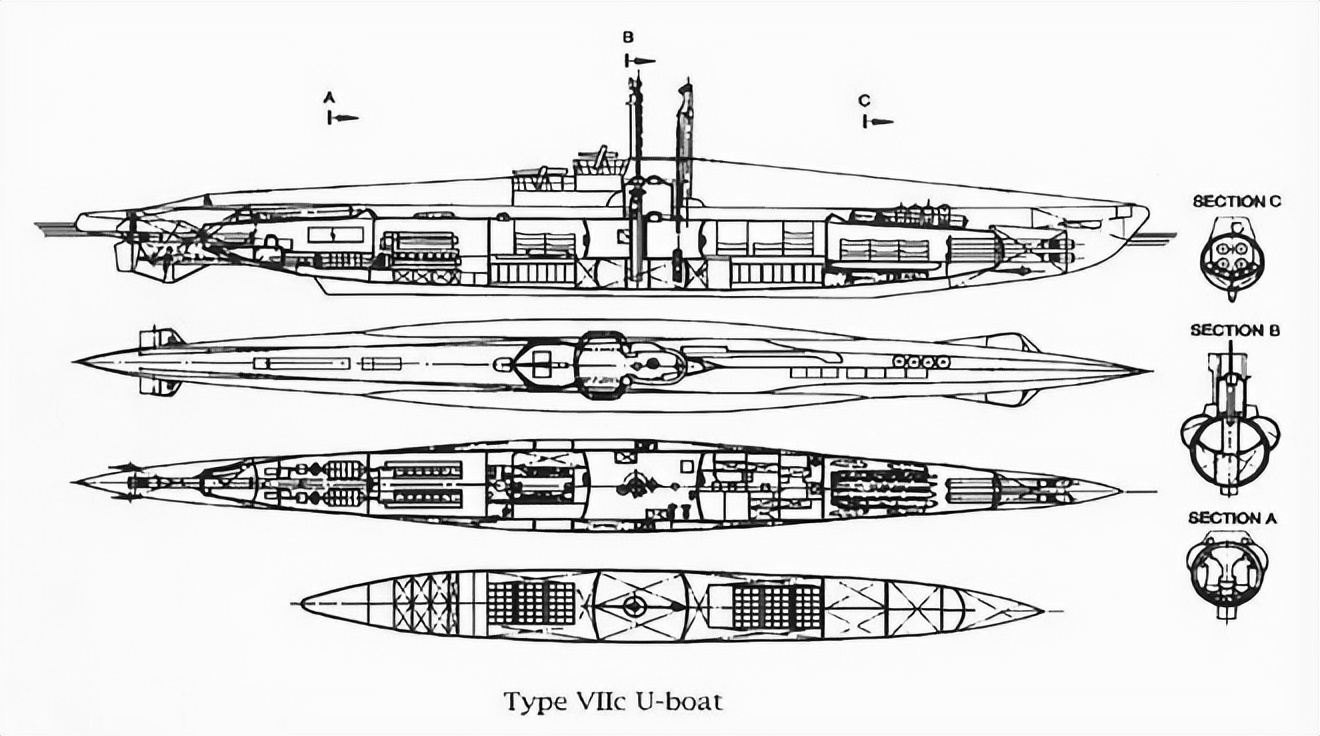
Sơ đồ các mặt cắt một tàu ngầm Type VIIC

Phân lớp VIIC của Tàu ngầm Type VII là một phiên bản VIIB được kéo dài thêm. Chúng có trọng lượng choán nước 769 t (757 tấn Anh) khi nổi và 871 t (857 tấn Anh) khi lặn). Con tàu có chiều dài chung 67,10 m (220 ft 2 in), lớp vỏ trong chịu áp lực dài 50,50 m (165 ft 8 in), mạn tàu rộng 6,20 m (20 ft 4 in), chiều cao 9,60 m (31 ft 6 in) và mớn nước 4,74 m (15 ft 7 in).
Chúng trang bị hai động cơ diesel Germaniawerft F46 siêu tăng áp 6-xy lanh 4 thì, tổng công suất 2.800–3.200 PS (2.100–2.400 kW; 2.800–3.200 bhp), dẫn động hai trục chân vịt đường kính 1,23 m (4,0 ft), cho phép đạt tốc độ tối đa 17,7 kn (32,8 km/h), và tầm hoạt động tối đa 8.500 nmi (15.700 km) khi đi tốc độ đường trường 10 kn (19 km/h). Khi đi ngầm dưới nước, chúng sử dụng hai động cơ/máy phát điện AEG GU 460/8–27 tổng công suất 750 PS (550 kW; 740 shp). Tốc độ tối đa khi lặn là 7,6 kn (14,1 km/h), và tầm hoạt động 80 nmi (150 km) ở tốc độ 4 kn (7,4 km/h). Con tàu có khả năng lặn sâu đến 230 m (750 ft).
Vũ khí trang bị có năm ống phóng ngư lôi 53,3 cm (21 in), bao gồm bốn ống trước mũi và một ống phía đuôi, và mang theo tổng cộng 14 quả ngư lôi, hoặc tối đa 22 quả thủy lôi TMA, hoặc 33 quả TMB. Tàu ngầm Type VIIC bố trí một hải pháo 8,8 cm SK C/35 cùng một pháo phòng không 2 cm (0,79 in) trên boong tàu. Thủy thủ đoàn bao gồm 4 sĩ quan và 40-56 thủy thủ.

### Chế tạo
U-235 được đặt hàng vào ngày 7 tháng 12, 1940, và được đặt lườn tại xưởng tàu của hãng Friedrich Krupp Germaniawerft tại Kiel vào ngày 25 tháng 2, 1942. Nó được hạ thủy vào ngày 4 tháng 11, 1942, và nhập biên chế cùng Hải quân Đức Quốc Xã vào ngày 19 tháng 12, 1942 dưới quyền chỉ huy của Hạm trưởng, Trung úy Hải quân Goske von Möllendorf.

## Lịch sử hoạt động
Trong giai đoạn chạy thử máy huấn luyện trong thành phần Chi hạm đội U-boat 5, U-235 bị đánh chìm tại cảng Kiel vào ngày 14 tháng 5, 1943 trong một cuộc không kích của Không lực 8 Không lực Lục quân Hoa Kỳ, khiến hai thành viên thủy thủ đoàn tử trận. Chiếc tàu ngầm được cho nổi trở lại vào ngày 31 tháng 5 và được sửa chữa, lần lượt được điều sang Chi hạm đội U-boat 22 vào ngày 29 tháng 10, 1943, rồi sang Chi hạm đội U-boat 31 vào ngày 2 tháng 4, 1945.
Vào ngày 14 tháng 4, 1945, U-235 cùng với tàu ngầm U-1272 đang trên đường đi sang Na Uy khi họ bắt gặp một đoàn tàu vận tải nhỏ của Đức được tàu phóng lôi T17 hộ tống. Cả hai bên đều không biết thông tin của nhau, nhưng đoàn tàu vận tải được cảnh báo về sự hiện diện của một tàu ngầm Hải quân Hoàng gia Anh trong khu vực. U-1272 lặn xuống nên không gặp sự cố, còn U-235 tiếp tục đi trên mặt nước, có thể với ý định sẽ gửi tín hiệu nhận dạng, nhưng sau đó đổi ý và cũng lặn xuống. Nhầm lẫn mục tiêu là tàu ngầm đối phương, T17 tấn công bằng mìn sâu, đánh chìm U-235 tại tọa độ 58°09′B 10°48′Đ / 58,15°B 10,8°Đ. Toàn bộ 46 thành viên thủy thủ đoàn của U-235 đều thiệt mạng.